# Borden (Indiana)
Borden es un pueblo ubicado en el condado de Clark en el estado estadounidense de Indiana. En el Censo de 2010 tenía una población de 808 habitantes y una densidad poblacional de 224,12 personas por km².

## Geografía
Borden se encuentra ubicado en las coordenadas 38°28′19″N 85°56′53″O / 38.47194, -85.94806. Según la Oficina del Censo de los Estados Unidos, Borden tiene una superficie total de 3.61 km², de la cual 3.61 km² corresponden a tierra firme y (0%) 0 km² es agua.

## Demografía
Según el censo de 2010, había 808 personas residiendo en Borden. La densidad de población era de 224,12 hab./km². De los 808 habitantes, Borden estaba compuesto por el 98.89% blancos, el 0% eran afroamericanos, el 0% eran amerindios, el 0% eran asiáticos, el 0% eran isleños del Pacífico, el 0.5% eran de otras razas y el 0.62% pertenecían a dos o más razas. Del total de la población el 1.11% eran hispanos o latinos de cualquier raza.